# Judaísmo rabínico

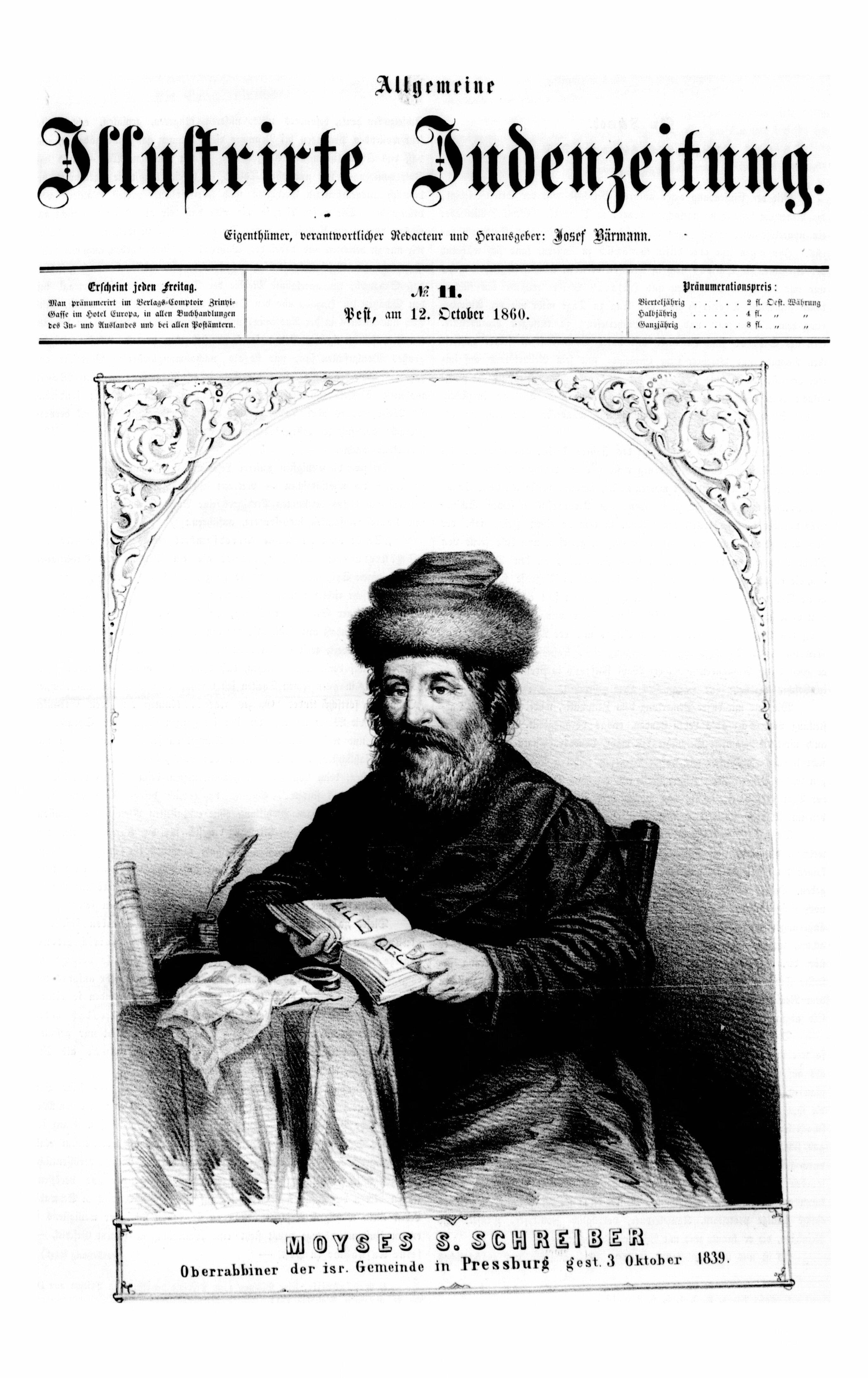
Portada del Allgemeine Illustrirte Judenzeitung del 12 de octubre de 1860; Retrato del Gran Rabino de Pressburg Moyses S. Schreiber (m. 1839

El judaísmo rabínico o rabinismo (en hebreo: יהדות רבנית‎, romanizado: Yahadut Rabanit) ha sido la forma principal del judaísmo desde el siglo VI, como resultado de la codificación del Talmud de Babilonia. En un principio, surgió a partir de la  escuela farisea del Judaísmo del Segundo Templo y sus creencias. Posteriormente, los principios rabínicos se basaron en la creencia de que en el Monte Sinaí, Moisés recibió de Dios la Torá escrita (Torah she-be-Khetav, el Pentateuco), además de una explicación oral de la Torá escrita, conocida como la Torá oral (Torah she-be-al Pe), que el profeta Moisés transmitió a su pueblo. Si bien inicialmente estaba prohibido escribir la Torá oral, tras la destrucción del Segundo Templo se decidió que se escribiera en la forma del Talmud y otros textos rabínicos, de forma que pudiera preservarse.
El judaísmo rabínico se diferencia de otras denominaciones como el Samaritanismo y el Caraísmo, y también de las creencias de los saduceos, en que ninguna de éstas reconocían la Torá oral como parte de la revelación divina, ni tampoco aceptaban los procedimientos rabínicos para interpretar el Tanaj. A pesar de que en la actualidad existen profundas diferencias entre las distintas denominaciones judías del judaísmo rabínico con respecto a la autoridad legal de la Halajá, y existe en algunas de ellas la voluntad de desafiar interpretaciones previas, todas ellas se identifican como descendientes de la misma Ley oral, y del mismo método de estudio talmúdico y rabínico.

## Torá escrita y oral
Antes de la destrucción del Segundo Templo en el 70 d. C., el judaísmo estaba dividido en facciones antagonistas. Las principales eran los Fariseos, los Saduceos y los Zelotes, pero había también otras sectas menos influyentes. Con todo, el judaísmo tenía a rasgos muy generales dos formas principales: la religión judía de la Tierra de Israel (más exactamente de Judea) centrado en el Templo de Jerusalén y asociado particularmente con los Saduceos, y el judaísmo de la diáspora que estaba más centrado en las Sagradas Escrituras (en tanto estaban lejos del Templo). Tales divisiones llevaron a bastante agitación y en los siglos I a. C. y I d. C.aparecieron varios líderes religiosos carismáticos, contribuyendo a lo que habría de convertirse en la Mishná del judaísmo rabínico, entre quienes estaban Yochanan ben Zakai y Hanina Ben Dosa. 
Como resultado de la destrucción del Templo, el judaísmo centrado en el culto en el Templo desapareció, y el movimiento rabínico se convirtió en la forma predominante. Este movimiento rabínico transformó al judaísmo en una religión profundamente bíblica, pero además enfatizó la teología de la Torá Dual. El judaísmo rabínico está basado pues en las enseñanzas del profeta Moisés (Moshé Rabeinu) y en la creencia que Dios ha revelado la Torá a Moisés en dos partes bien definidas: una parte es la Torá escrita (conocida entre los cristianos como el Pentateuco), y la otra parte es la Torá oral . Todas las leyes descritas en la Torá escrita son consideradas solo como parte de una narrativa que describe cómo Dios impartió estas leyes al profeta Moisés, y le mandó transmitirlas al resto de la nación judía. 
Sin embargo, de acuerdo con la tradición, a medida que aumentaron las persecuciones contra los judíos y que los detalles de la Torá oral estuvieron en peligro de ser olvidados, estas leyes orales fueron puestas por escrito por el rabino Yehudah Hanasí (Judá el Príncipe), alrededor del año 200 d. C., como la Mishná, que junto con la Guemará (comentarios rabínicos escritos en el curso de los tres siglos siguientes) componen el Talmud. La Guemará se originó en dos grandes centros de estudios judáicos, Palestina y Babilonia, y en consecuencia dos versiones se desarrollaron, dando como resultado dos Talmudes: la recopilación más antigua es llamada Talmud de Jerusalén y fue compilada probablemente alrededor del siglo IV d. C. en Siria Palestina, mientras que la más nueva y aceptada es llamada el Talmud de Babilonia (Talmud Bavli), compilado en el siglo V d. C. por Rav Ashi and Ravina II, en los centros judíos más importantes en Mesopotamia (región que es llamada «Babilonia» en fuentes judías, y posteriormente conocida como Irak) en Nehardea, Nísibis, Mahoza (al-Mada'in, justo al sur de la actual Bagdad), Pumbedita, y la yeshivá de Sura. 
El Talmud contiene discusiones y opiniones sobre muchas leyes orales, que se creen fueron originalmente transmitidas a Moisés. Algunos consideran que Éxodo 18 y Números 11 muestran que Moisés eligió a jueces y ancianos para gobernar con él y resolver disputas, impartiéndoles detalles y una guía sobre cómo interpretar las leyes de Dios, entre otros deberes. El Talmud está formado por la Mishná y la Guemará, y es también llamado "la Torá oral", pues este incluye muchas leyes que fueron establecidas para prevenir el incumplimiento de las leyes de la Torá escrita (el Pentateuco). Algunos autores se refieren al Talmud como «un cercado alrededor de la Torá». Por ejemplo, la Torá escrita prohíbe ciertos tipos de viaje durante el Shabat; por consiguiente, la Torá oral prohíbe caminar grandes distancias durante el Shabat, para asegurarse de que la persona no incumpla involuntariamente los preceptos de la Torá escrita. Similarmente, la Torá escrita prohíbe arar en Shabat; la Torá oral prohíbe cargar con palos en Shabat, para asegurarse de que la persona no arrastra el palo por el suelo, y para que esta persona no cometa una acción prohibida.

## Desarrollo
La leyenda de la fundación del movimiento rabínico según esta tradición se remonta a cuando Yochanan ben Zakai abandonó Jerusalén mientras la ciudad aún estaba bajo sitio, escapando escondido dentro de un ataúd para ir a negociar con el comandante romano (y futuro emperador) Vespasiano, quien le dio permiso de asentarse en Yavne y enseñar allí la Torá. Ben Zakai reestableció allí el Sanedrín, y la yeshivá de Yavne liderada por ben Zakai se convirtió en el centro religioso judío tras la destrucción del Templo.
Tras la rebelión de Bar Kojbá (132-135 d. C.), la vida judía y el movimiento rabínico centrado ahora en Yavne se vieron en la necesidad de renovarse, ahora en Galilea, en tanto muchas comunidades judías en Judea habían sido destruidas durante la guerra con los romanos. Yavne fue reemplazada como centro religioso con el tiempo cuando el Sanedrín se estableció en la ciudad de Usha, luego en Bet Shearim, luego a Séforis y finalmente a Tiberíades. Como resultado de que los rabinos fueron obligados a encarar una nueva realidad, de un judaísmo sin Templo (que les sirviera como centro de estudio y enseñanza y lugar de sacrificio) y una Judea sin autonomía, se crearon muchas disputas pertinentes al discurso legal, y el antiguo sistema de escolaridad oral ya no era sustentable. Es durante este periodo que el discurso rabínico comenzó a ponerse por escrito. La teoría que la destrucción del Templo de Jerusalén y la subsecuente convulsión llevó a la necesidad de poner por escrito la Torá oral, fue descrita por primera vez en la Epístola de Sherira Gaon y ha sido repetida con frecuencia.
En cualquier caso, la Torá oral fue subsecuentemente codificada en la Mishná, redactada por Yehudah Hanasí y considerada el documento fundacional del judaísmo rabínico, y posteriormente en la Guemará (comentarios rabínicos sobre la Mishná), que en conjunto conforman el Talmud, y es interpretada en la literatura rabínica como una descripción de las decisiones y escritos rabínicos subsiguientes. Esta literatura judía rabínica es predicada sobre la creencia que la Torá no puede ser correctamente entendida sin el recurso a la Torá oral. Establece que muchos mandamientos y estipulaciones contenidas dentro de la Torá serían difíciles, incluso imposibles, de mantener y obedecer sin la Torá oral para definirlas. Por ejemplo, la prohibición de hacer cualquier «trabajo creativo» (Melajá) en Shabat, la cual no está definida dentro de la Torá, recibe un significado práctico en la Torá oral, que define qué constituye melajá. Hay numerosos ejemplos de este lenguaje prohibitivo general en la Torá escrita (tales como «no robarás», sin definir qué es considerado un robo, o qué es propiedad y cuáles son las leyes) que requieren—de acuerdo con el pensamiento rabínico—una definición subsiguiente a través de la Torá oral. De esta manera, el judaísmo rabínico afirma que casi todas las directrices, tanto las positivas como las negativas, en la Torá son no-específicas por naturaleza y requieren la existencia de una Torá oral o de algún otoro método para ser explicadas. 
Gran parte de la literatura rabínica está dedicada a especificar qué comportamientos son sancionados por la ley rabínica y talmúdica, este cuerpo de interpretaciones es conocido como la Halajá (el camino).
Hasta la ilustración judía, que se originó hacia finales del siglo XVIII, y las subsecuentes divisiones de los judíos asquenazim en diversos grupos religiosos o denominaciones, especialmente en Norteamérica y el mundo anglosajón, la Halajá contaba con un estatus universal de instrucción religiosa. Esta se mantiene como la posición predominante en el judaísmo ortodoxo y en el judaísmo conservador. Por su parte, los judíos reformistas no consideran que la Halajá sea vinculante actualmente.